# Phaneromerium cavernicolum
Phaneromerium cavernicolum är en mångfotingart som beskrevs av Sergei I. Golovatch och Wytwer 2004. Phaneromerium cavernicolum ingår i släktet Phaneromerium och familjen Fuhrmannodesmidae. Inga underarter finns listade i Catalogue of Life.